# 華僑城

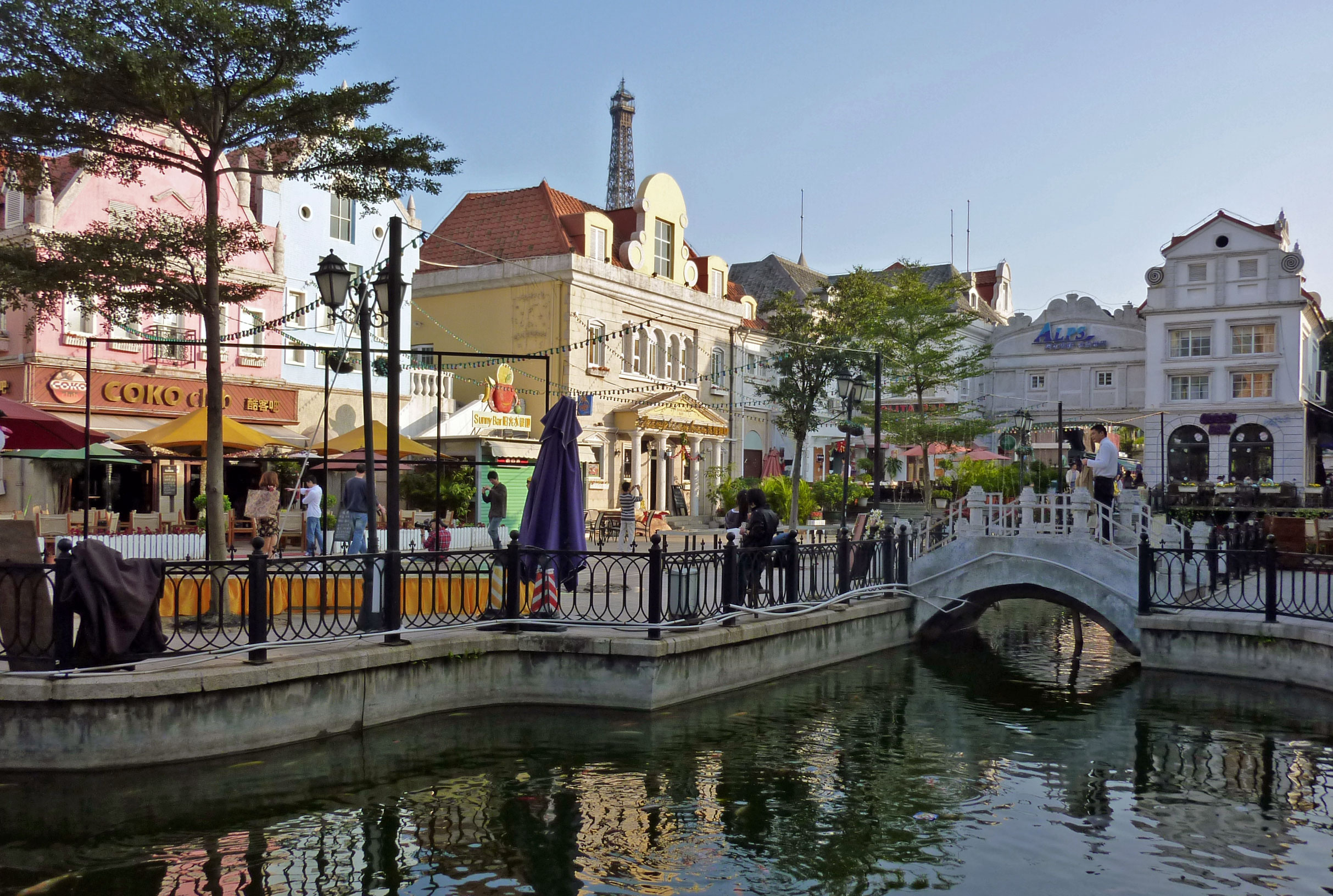
世界之窓

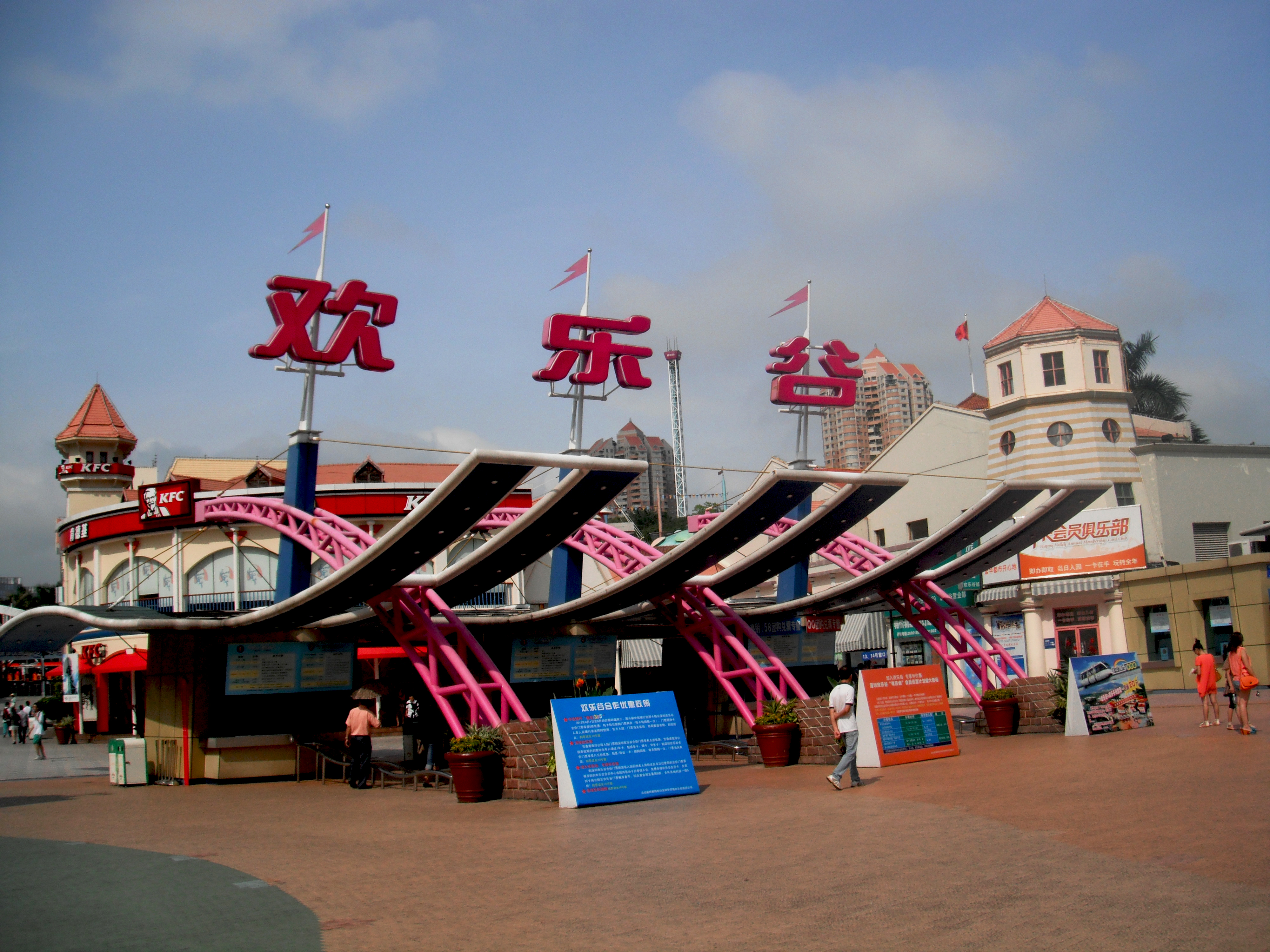
深圳歓楽谷

華僑城（かきょうじょう、簡体字：华侨城、繁体字：華僑城、拼音：Huáqiáo Chéng、英語: Overseas Chinese Town、OCT）は、中華人民共和国広東省深圳市南山区にある観光地。深圳地下鉄1号線および2号線の世界之窓駅・華僑城駅・僑城東駅・僑城北駅、9号線深圳湾公園駅の周辺を指す。2007年に中華人民共和国国家観光局によって国家5A級旅游景区に格付けされている。

## 見どころ
この地域には、錦繍中華民俗村、中国民俗文化村、世界之窓 (深圳市)、深圳歓楽谷などの多くのテーマパークがある。これらは華僑城集団またはその子会社によって所有・運営されている。
テーマパークの拡張は深圳市内の別の場所で行われている。塩田区の東部華僑城や南山区の歓楽海岸がそれである。